# Eurymerodesmus paroicus
Eurymerodesmus paroicus är en mångfotingart som först beskrevs av Chamberlin 1942.  Eurymerodesmus paroicus ingår i släktet Eurymerodesmus och familjen Eurymerodesmidae. Inga underarter finns listade i Catalogue of Life.